# Blackfire
Blackfire (en español: Fuego Negro) (Princesa Komand'r) es un personaje ficticio, una supervillana que aparece en los cómics estadounidenses publicados por DC Comics. Es la hermana mayor del miembro de los Jóvenes Titanes, la Princesa Heredera Koriand'r / Starfire, y del hermano menor menos conocido, el Príncipe Heredero Ryand'r / Darkfire (en español: Fuego Oscuro); de la primera de las cuales es su archienemiga.
Blackfire hace su debut en la adaptación en vivo en la serie Titanes de DC Universe y HBO Max a partir de la segunda temporada, interpretada por Damaris Lewis.

## Historial de publicaciones
Blackfire apareció por primera vez en New Teen Titans (vol. 1) N.º 22 y creada por Marv Wolfman y George Pérez.

## Biografía ficticia del personaje
Komand'r es la hija mayor de la familia real del planeta Tamaran. Por tratarse de la primera princesa nacida en más de un siglo, debió haber recibido una gran cantidad de homenajes y honores; sin embargo, el día de su nacimiento, el Imperio de La Ciudadela atacó y destruyó Kysarr, una ciudad de la región occidental de Tamaran, asesinando a tres mil ciudadanos en nombre de Komand'r. Pese a no ser responsable por lo sucedido, Komand'r quedó relacionada inexorablemente con el hecho dentro del imaginario colectivo. Para empeorar las cosas, Komand'r fue afectada por una enfermedad infantil que le quitó la posibilidad de absorber radiación ultravioleta, la cual la mayoría de los tamaraneanos utilizan para volar. A causa de su naturaleza sombría, que contrastaba con la de la familia real, los súbditos la odiaban. Como consecuencia, y a pesar de estar primera en la línea de sucesión, se le negó su derecho a ser la siguiente Princesa de Tamaran en recibir el respeto y el prestigio de la familia real. Sus privilegios, honores y estilo y dignidades reales se transmitieron a su hermana más joven, la princesa Koriand'r (a quien luego se conocería como Starfire). En el interior de Komand'r comenzó a crecer la ira y su resentimiento se convirtió en odio hacia su planeta, su pueblo, su familia y, por último, su hermana quien, al parecer de Komand'r, cometió el tremendo error de haber nacido. La enemistad continuó y se intensificó cuando ambas hermanas fueron enviadas a Okaara para recibir entrenamiento como guerreras (algo que forma parte de la cultura tamaraneana). Los verdaderos sentimientos de Komand'r quedaron expuestos cuando, durante un ejercicio de combate, intentó matar a su hermana Koriand'r. Esto provocó que los Señores de Okaara la expulsaran y, humillada, juró vengarse. Tras unirse a La Ciudadela, ascendió rápidamente dentro de la jerarquía hasta convertirse en una guerrera que luchaba en contra de las fuerzas de su propio planeta natal, así como en contra de su familia, entregando incluso información detallada de las defensas planetarias.
La Ciudadela conquistó Tamaran fácilmente, y entre las condiciones de la rendición se incluía la esclavitud de Koriand'r. Esta no podría regresar nunca a Tamaran o La Ciudadela arrasaría el planeta por vulnerar el tratado. Komand'r se convirtió en ama de Koriand'r y aprovechó para someterla a los peores niveles de servilismo y tortura. Cuando Koriand'r mató a uno de sus abusadores, Komand'r decidió ejecutarla a manera de castigo. Sin embargo, fueron atacadas y capturadas por los psions. Estos seres, parte de una especie de sádicos científicos, efectuaron horribles experimentos en ambas hermanas con el fin de observar cuánta energía podían absorber sus cuerpos tamaraneanos antes de explotar. En medio del procedimiento, el ejército de Komand'r atacó a la nave psion para rescatarla y, mientras los psions estaban distraídos, Koriand'r logró liberarse mediante descargas de energía solar, una habilidad adquirida a través de los experimentos a que fue sometida. Pese a su enemistad, Koriand'r decidió liberar a su hermana, quien aún estaba absorbiendo energía. Sin embargo, en lugar de agradecérselo, Komand'r la atacó con su poder (igual que el de Koriand'r pero más intenso) e hizo que la capturaran para ejecutarla luego.Lo que la hizo más poderosa entre los citadel, que la pusieron en cargos altos por su crueldad en batalla. Pero Koriand'r escapó y robó una nave espacial, con la cual huyó al planeta Tierra. Allí conoció un grupo de héroes jóvenes y ayudó a formar los nuevos Jóvenes Titanes.
Entre las últimas apariciones de Komand'r, cabe destacar la ocurrida durante la serie limitada Guerra Rann-Thanagar, en la que mató a la Mujer Halcón. Formó una frágil alianza con los bandos sobrevivientes de la guerra, para así tratar asuntos más apremiantes (véase Crisis Infinita). Aunque no se la vio durante la Crisis, ha aparecido en Hawkgirl y JSA Classified, donde intentó asesinar al Hombre y la Chica Halcón. Los héroes lograron derrotar a Komand'r y el Hombre Halcón utilizó tecnología psion para quitar a la villana sus poderes de descargas energéticas. Blackfire è poi riemerso in The Outsiders (volume 3) # 31-32 ( problemi di tie-in di Infinite Crisis ) con i suoi poteri già stati ripristinati dagli Psion e potenziati fino al punto di ottenere la fuga. 

### The New 52
En The New 52 (un reinicio de 2011 del universo DC Comics), los orígenes y personalidades de algunas personas han cambiado a un grado desconocido. Si bien al principio no se lo conoce por su nombre, se dice que la hermana de Starfire la vendió por la seguridad de su planeta. Se revela que una raza parasitaria conocida como Blight se ha apoderado de Tamaran, su propósito es desconocido y Koriand'r teme lo peor por su hermana. Komand'r aparece a través de un flashback cuando su hermana habla sobre su relación, diciendo que rara vez se llevan bien y que Kori está amargada con Komand'r y la gente de Tamaran por dejarla esclavizada. Después de que Kori luchó para liberarse, fue elogiada como una heroína y le dieron una nave llamada Starfirepor Komand'r, pero la grieta entre las chicas todavía estaba allí. Komand'r aparece ante un Roy Harper capturado y parece estar trabajando con o bajo Blight. La captura de Roy, sin embargo, se reveló como una misión para rescatar a Komand'r, ya que la teletransportó con éxito de vuelta al Starfire . Kom y Kori se reconcilian en una conversación llorosa mientras Kori perdona a su hermana y el problema termina con las hermanas preparándose para recuperar a Tamaran por sí mismas. Kom y Kori luchan a través de las hordas de Blight con Jason, Roy y algunos de los miembros de la nave de Kori. Komand'r es apuñalado en la espalda por una lanza lanzada por el líder de Blight. Las emociones de Kori envían una onda de choque enérgica, borrando todo a su alrededor. Cuando el humo desaparece, ella sostiene al líder derrotado de Blight. Después de la batalla, Kori está al lado del trono y Kom tropieza a su lado. Ella le pide a Kori que se quede, pero se da cuenta de que no puede. Se abrazan y Kom les da una nave para regresar a la Tierra.

## Poderes y habilidades
Blackfire es una tamaraneana como su hermana menor; su fisiología está diseñada para absorber constantemente la Radiación ultravioleta. Luego, la radiación se convierte en energía pura que le permitió sus increíbles hazañas de fuerza, velocidad, durabilidad y similares; todo a la par o posiblemente mayor que los de Starfire, habiendo peleado y vencido muchas veces. Sin embargo, este no es el caso para la fuga, ya que sufrió una enfermedad en su juventud que la despojó de esta habilidad, pero encontró otros medios para eludir esta discapacidad. Siendo de sangre real y habiendo luchado en muchas guerras, Komand'r también cuenta con impresionantes habilidades de combate mortal superiores incluso a su hermano, ya sea desarmado o con armamento en la mano, después de haber luchado y superado a los gustos de su propio hermano (que también es un veterano guerrero) y los héroes tailandeses Kartar Hol, Shayera Thal y Shayera Hol, ya sea en combate individual o en parejas y ganan, además de defenderse contra los gustos de un Starro debilitado en su forma humanoide (con ayuda de Starfire). Habiendo sido sometida a los mismos experimentos llevados a cabo por los Psions, Blackfire también tiene la capacidad de liberar su energía absorbida en explosiones increíblemente poderosas llamadas "starbolts". Sin embargo, la suya, en comparación, es considerablemente más fuerte, lo que le permite dominar la energía de los rayos de su hermana. Durante un tiempo, Blackfire fue despojado de todos sus poderes por Hawkman usando la misma tecnología que los Psion usaron en su experimentación con ella. Incluso sin estas fortalezas, Komand'r sigue siendo una activista política y una líder capaz, siendo la Reina de Tamaran tiene acceso a una gran cantidad de instalaciones, ya sea de naturaleza gubernamental o militar. Como cualquier buen político, Blackfire es un hábil manipulador, capaz de utilizar el miedo y la mala dirección en su beneficio; incluso forjando alianzas con otros a pesar de su naturaleza increíblemente sociópata.
Sin embargo, cuando sus habilidades naturales se restauraron por completo, no solo recuperó todos los poderes de Tamranean que perdió inicialmente, Blackfire incluso ganó una capacidad que le faltaba, es decir, un viaje en aviario más rápido que la luz. Esto acomoda su resistencia contra el calor, la radiación y el duro vacío del espacio exterior junto con un autosustento alimentado por energía solar que elimina la necesidad de comer, beber, dormir o respirar una atmósfera, lo que permite a la reina malvada viajar distancias interestelares sin ayuda, aunque puede soportar el sustento si lo desea también. También puede absorber activamente energía estelar y UV como su hermana, pero tiene una habilidad única que su contraparte no tiene, que es la absorción activa de energías estelares para copiar nuevas habilidades de otra persona, como cuando extrajo energía directamente de Starfire emulando su omni - explosión de energía direccional; debido a sus mayores habilidades de absorción de energía estelar, sin embargo, Blackfire puede recuperarse más rápido que su hermana cuando usa sus poderes de esa manera. Blackfire, como todos los tamaranes, puede asimilar idiomas a través del contacto físico con otra persona y es más fluido en inglés que los humanos que Koriand'r. Ella tampoco necesita comer ni beber; aunque puede hacerlo si es inusualmente baja en energía ultravioleta.
En ambos programas animados, Blackfire puede proyectar sus reservas de energía ultravioleta de color lila como explosiones ópticas, reveladas para ser recibidas después de su fase de cambios, en el episodio Deposito había tomado posesión de un artefacto místico llamado la Joya de Charta, que en gran medida magnificó sus habilidades decenas de veces más, convirtiendo sus "blackbolts" normalmente de color lila en un rojo brillante. Su mayor durabilidad e invulnerabilidad también se amplificaron, hasta el punto de resistir un aluvión de brillantes rayos verdes de Starfire y aparecer indemnes.
También es una maestra manipuladora y engañadora, capaz de usar palabras amables y amigables para lograr sus viles objetivos.

## Apariciones en otros medios

### Televisión

#### Los Jóvenes Titanes
En la serie de animación Los Jóvenes Titanes, Blackfire hace su primera aparición durante la primera temporada, cuando visita a su hermana menor en la Torre T y logra cautivar a los otros Titanes. 
Blackfire es una criminal galáctica e intenta inculpar a su hermana Starfire por sus crímenes. Afortunadamente, su plan fue frustrado y Blackfire fue detenida por las fuerzas policiales Centauri con la ayuda de los Titanes. Con el tiempo se escapó de prisión, tomó el control de Tamaran, e intentó que Starfire se casara con un extraterrestre pantanoso a cambio de la Joya de ”Charta“. La joya le da un gran poder a Blackfire (volviendo sus rayos cósmicos rojos), hasta que Starfire tomó la joya de su hermana por la fuerza y la aplastó durante un duelo para determinar a la gobernante de Tamaran. Blackfire fue derrotada por Starfire, que entonces envió al exilio a Blackfire y entregó el cargo como Gran Soberano de Tamaran a su cuidador infantil, Galfore. Blackfire no ha vuelto a tener opariciones ni se unió a la Hermandad del Mal. Tiene poderes similares a los de su hermana, incluyendo la capacidad de volar (a diferencia de Komand'r en los cómics), pero los rayos estelares de Blackfire son de color púrpura. En el episodio "Transformación", Starfire, dijo que su hermana se volvió púrpura durante dos días como parte de su transformación (pubertad Tamarania).
Al igual que Starfire, Blackfire fue expresada por Hynden Walch, pero con tonos vocales mucho más bajos. Blackfire es también un poco mayor que su hermana pequeña, y tiene el pelo negro y ojos azul-púrpura, un agudo contraste con su hermana y el resto de los Tamaranios que se han mostrado, que tienen ojos verdes y pelo rojo. Sus ropas en la serie son muy similares a como se ven en el episodio de Starfire "El comienzo", pero donde Starfire usa color púrpura Blackfire usa negro, y donde la piel muestra un dorado característico de su especie, Blackfire lleva un baño metálico de placas.

#### Teen Titans Go!
En esta serie de Teen Titans Go!, Blackfire aparece como un personaje secundario, nuevamente expresado por Hynden Walch. Ella aparece por primera vez en el estreno de la temporada 2, "Mr. Butt". Después de volver a meterse en problemas con la Policía Galáctica, Blackfire busca refugio con Starfire. Después de que Starfire le dio abrazos encantados a Blackfire, Blackfire es presentado al resto de los Teen Titans, a los que los compañeros de equipo de su pequeña hermana le desagradaron de inmediato. Después de que Blackfire coquetea con Robin, los Titanes intentan decirle a Starfire que Blackfire era uno de los criminales más buscados. Starfire luego afirma que iba a darle a Blackfire una oportunidad más, pero si Blackfire aplastaba los sentimientos de hermana de Starfire una vez más, un Starfire completamente furioso la destruiría. Después de que Blackfire a regañadientes hace "cosas fraternales" con Starfire (haciendo que su hermana pequeña se vea exactamente como ella), la Policía Galáctica encuentra a Starfire (vestida como Blackfire), y la lleva prisionera donde Starfire, con el corazón roto y desgarrado, jura destruir a Blackfire de una vez por todas.
Después de aprender a escuchar los problemas de una hermana y cómo vivir con ella, Blackfire siente culpa por sus horribles acciones hacia su hermana menor y se convierte en una mejor hermana mayor. En medio de esto, un Starfire completamente enfurecido y destrozado por la venganza irrumpe en la Torre de los Titanes, empeñado en destruir Blackfire de una vez por todas. Blackfire trata de ayudar con acciones de amor fraternal, pero Starfire deja en claro que no volvería a caer en eso. Blackfire finalmente hace que su hermana se detenga momentáneamente al mostrarle la muñeca que le había robado a Starfire cuando era una niña de cinco años, y se disculpa por eso, y también dice 'He cambiado, ahora'. Starfire desintegra la muñeca y dice "Yo también", antes de disparar a Blackfire con un brillante rayo láser verde. Más tarde, en la Torre de los Titanes, Blackfire y Starfire aparecen en la sala principal, haciendo que los Titanes salten y pregunten cómo les fue. Después de que Blackfire se desmaya por el agotamiento y el dolor, Starfire alegremente afirma que habían "resuelto las cosas".
Finalmente, con papeles importantes como oradora desde su episodio debut, Blackfire reaparece en el episodio de dos partes de la temporada 5 "Girls Night In" como la "nueva amenaza alienígena" que llega a la Tierra, teniendo un papel importante desde su episodio debut en el estreno de la temporada 2. Raven y Starfire, junto con sus compañeras, luchan contra la hermana mayor de Starfire en una batalla sin cuartel para evitar que conquista la Tierra. Starfire todavía quiere crear un vínculo fraternal, sin darse cuenta de la intensa aversión y odio que siente su hermana mayor por ella. Haciendo su juego favorito de "Verdad o Muerte", Blackfire destroza aún más el corazón de su hermana menor al afirmar la dura verdad: que deseaba no tener una hermana. Ante esto, Starfire, desconsolada y furiosa, se combina con sus compañeras, Raven, Jinx, Terra y Bumblebee, y vence a Blackfire una vez más empujándola hacia el portal por donde entraba su ejército.

#### Titanes
Komand'r (Blackfire) aparece como un personaje menor en la serie de televisión de acción real en la segunda temporada de Titanes, interpretada por la actriz Damaris Lewis. En esta versión, como se ve en el episodio "Expiación", ha logrado apoderarse del trono de Tamaranean y asesinar a toda la corte real, incluidos sus propios padres. Komand'r también envía un parásito que controla la mente para infectar a un emisario de Tamaraean, Faddei, para manipular a su hermana menor para que regrese a casa. Cuando Kory descubrió su juego de engaño, aparece como un holograma y expresa el intenso resentimiento y los celos que siempre había sentido hacia Koriand'r y su relación más cercana y amorosa con sus padres. Cuando Kory declara que vendrá por ella, Komand'r simplemente responde "bien" y detona una bomba para destruir la nave de su hermana, dejando a Kory varada en la Tierra una vez más. En el final, "Nightwing", usa otro parásito para apoderarse de una mujer en un estacionamiento y alterar su cuerpo para que se parezca al suyo, antes de usar su fuerza para empujar a un hombre a un lado por acercarse a ella. Se muestra que sus ojos brillan intensamente lavanda mientras se aleja. Komand'r se convertirá en el principal antagonista de la próxima tercera temporada, con la intención de derrotar a su hermana personalmente.

### Películas

#### Liga de la Justicia contra Jóvenes Titanes
Cuando Starfire se queja del comportamiento negativo de Damian Wayne con Nightwing, cuando se cepilla el pelo rojizo después de una ducha, ella dice que él le recuerda a su hermana.

#### Teen Titans: The Judas Contract
Blackfire es mencionada / referenciada nuevamente cuando Starfire fue rescatada de los Gordanianos por Robin, Kid Flash, Arsenal, Beast Boy y Bumblebee (en un flashback, que tuvo lugar hace cinco años). Ella reveló que Blackfire había dado un golpe de Estado y se apoderó del trono, obligando a Starfire a huir de Tamaran. En el presente, Beast Boy le había dicho a Terra que Starfire era "una refugiada acosada por su hermana homicida".

#### DC Super Hero Girls: Juegos intergalácticos
Con Hynden Walch repitiendo su papel, Blackfire debuta en la segunda película de la serie animada. A diferencia de Starfire, su apariencia no está inspirada en su aspecto cómico original; tener el pelo liso de color púrpura oscuro hasta la cintura. Como una de las estudiantes de la Academia Koragar, ella vino a la Tierra para vencer a Super Hero High School en los juegos, incluso su propia hermana. Expresó su disgusto por la actitud demasiado optimista de Starfire y por su hermana "rebajándose para ayudar a los humanos". Ella se ofende de simples mortales que se hacen pasar por "superhéroes" como Batgirl. A medida que avanzaba la noche, más tarde se quedó para ayudar a Starfire a luchar contra los robots creados por Lena Luthor. Combinó sus energías más fuertes de rayo negro lila con las de color verde brillante de Starfire y las desmanteló con facilidad, a lo que Starfire dijo que estaban en su punto más fuerte cuando usaban "la explosión de la unión". Combinó sus habilidades de proyección de energía ultravioleta con Starfire y varios superhéroes para sobrecargar a Platinum.

### Series Web

#### DC Super Hero Girls
Hynden Walch repite su papel de Blackfire en la serie web como personaje secundario. A diferencia de Starfire, su apariencia no está inspirada en su aspecto cómico original. Ella aparece en "Day of Fun-Ship", donde ella y Starfire se divierten fraternalmente, con lo que se aburre. En el zoológico, ella y Starfire usan una canción infantil de Tamarania para derrotar al Rey Tiburón. Blackfire se va para regresar a la Academia Koragar, pero promete ver a su hermana menor para el Día de la Soberanía Tamaran, y admitió que, después de todo, se divirtió pasando el rato con su "pariente". En el episodio de dos partes de la temporada 4 "Tamaranian Dance Club", apareció en dos cameos para hacer el baile tradicional de Tamaranian (conocido como "batalla de dilatación en Tamaranian) contra su hermana menor Starfire, Wonder Woman, Supergirl y Batgirl, quienes la derrotaron a ella y a sus compañeros de la Academia Korugar.

### Videojuegos

#### Injusticia 2
Blackfire es mencionado por Starfire en algunas de sus introducciones que luchan contra varios villanos y héroes. Un villano había declarado que "el espectro de tu hermana te persigue", a lo que Starfire respondió que Komand'r la había traicionado a ella y a todo Tamaran. Hubo otro duelo, en el que Starfire estaba luchando contra una compañera de Tamarania a la que ella había llamado su "Komand'r" cuyos rayos de energía ultravioleta eran del mismo color verde brillante que el suyo, en contraste con ser lila brillante. Esta versión había dicho que ella era del multiverso.

#### Enfrentamiento estelar
Blackfire aparece en el juego en línea de Teen Titans Go!. Enojada porque no fue invitada a la fiesta de cumpleaños de su hermana menor, llegó a la Torre de los Titanes y exigió que los Titanes la enfrentaran.

## Varios

#### Batman: The Brave the Bold
- Si bien ella no aparece, Blackfire hace un cameo en el número 9 de la serie de cómics de Batman: The Brave and the Bold como uno de los villanos derrotados por Hawkgirl.

#### Teen Titans Go!
- En el número 49, "Wrong Place, Wrong Time", hay un universo alternativo donde la contraparte malvada de Starfire es Blackfire of the Teen Tyrants. Ella también aparece en los temas "¡Así es como juegas el juego!" y "Wildfire".